# Stínadla se bouří
Stínadla se bouří je román pro mládež českého spisovatele Jaroslava Foglara. Původně vycházel v letech 1946–1947 na pokračování v časopise Vpřed, knižně byl poprvé vydán v roce 1970. Navazuje na román Záhada hlavolamu a jedná se o druhý díl Stínadelské trilogie o chlapeckém klubu Rychlých šípů, které v tajemné čtvrti Stínadla pátrají během rozvratu způsobeném ztrátou hlavolamu ježka v kleci po historii vontského hnutí.
Na Stínadla se bouří navazuje román Tajemství Velkého Vonta, který byl poprvé vydán v roce 1986.

## Příběh
Uplynul asi rok od poslední volby Velkého Vonta, při které došlo k utopení jeho symbolu, hlavolamu zvaného ježek v kleci, ve stoce pod svatojakubským kostelem, a následnému zhroucení celé vontské organizace. Teprve nyní se ve Stínadlech objevují známky ožívání vontského sebeuvědomění a pro děti z okolních čtvrtí zde znovu začíná být nebezpečno. Když je při své riskantní sólové výpravě Vonty unesen Druhostraník Jirka Rymáň, vyvede to z míry i Rychlé šípy, které opět zaměří pozornost do uzavřené a záhadné čtvrti, do jejíž historie před rokem hluboce zasáhly.
Při výpravě za Rymáňovým vysvobozením se ihned dostanou do víru bojů různých stínadelských part o vedoucí postavení při obnově vontského zřízení – vše se točí okolo snahy nalézt a zmocnit se ztraceného ježka v kleci, který je považován za symbol Velkého Vonta a celých Stínadel. Rychlé šípy se náhodou dozví, že ježek v kleci byl ze stoky vyloven a že něco o tom ví nějaký Hačiřík. Při pátrání po něm se seznámí s klubem Rezavé klíče a zjistí, že Hačiřík sice u nálezu ježka byl, ale nedávno zemřel na zápal plic. Hlavolam má u sebe tajemný člověk, který hledání ve stoce pod kostelem vedl a který se skrývá pod bílou maskou a říká si Široko (v původním vydání psáno Širokko). Rychlé šípy se na návrh Rezavých klíčů vydají do svatyně Uctívačů ginga, což je jedna z hlavních stínadelských part. Jejich symbolem je strom gingo rostoucí v uzavřeném dvoře, kde Rychlé šípy pomocí klíčů od Rezavých klíčů odemknou tajnou skrýš, v níž najdou záhadný starý vzkaz. Je v něm zmíněno místo, kde by měly být zakopány dávné vontské písemnosti. Při opouštění dvora se Rychlé šípy nečekaně setkají se Širokem, který jim provokativně ukáže ježka, ale ani přes veškerou snahu se ho hochům nepodaří zmocnit. Široko je ohromně silný a mrštný a s výsměchem jim uteče.
Rychlé šípy se alespoň vydají najít zakopané předměty, a objeví ztracenou první vontskou kroniku popisující úplné počátky vontské historie. Napíšou o nich do svého časopisu TAM-TAM, což vzbudí velký zájem nejen na Druhé straně, ale i ve Stínadlech. Jirka Rymáň, který pro Rychlé šípy zařizuje oběh výtisků TAM-TAMu, je přepaden několika Vonty, kteří mu ukradnou kompletní sbírku vydání za celý rok. V téže době pozorují Jarka Metelka, Jindra Hojer, Červenáček a Rychlonožka zvláštní chování u svého vedoucího Mirka Dušína, který jednak občas projevuje podivnou podrážděnost a neochotu ke klubové činnosti, a za druhé ho opakovaně oslovují neznámí Vontové, jako by ho znali. Parta Tondy Plíhala dokonce začne rozšiřovat zvěsti, že Mirek tajně šéfuje jedné stínadelské skupině, což nabourá důvěru Druhostraníků v Rychlé šípy i vztah mezi Mirkem a ostatními členy klubu. Vše se ale vysvětlí – Mirkova liknavost byla dána tím, že se potýkal se zhoršeným prospěchem ve škole a místo dobrodružných výprav se musel doma učit, což se styděl před ostatními přiznat. Druhá záhada tkví v tom, že ve Stínadlech žije Dušínův téměř identický dvojník jménem Mirek Daneš. Ten je vedoucím vontské skupiny, která zajala jejich psa Bublinu. Rychlé šípy s Danešem vyjednávají o jeho puštění a nakonec se pokusí ho osvobodit na vlastní pěst, ale je pozdě, pes vinou špatného zacházení právě pošel.
Jak ve Stínadlech díky ukořistěným TAM-TAMům vchází ve známost šíře znalostí Rychlých šípů o jejich historii, stává se zde pro ně půda stále žhavější. Přesto se tam dále odvažují, hnáni touhou získat ježka v kleci a dostat se k plánu Tleskačova létacího kola, o jehož umístění v ježku vědí jen oni. Při jednom pronásledování se skryjí v korytě Černé vody, kde se nečekaně setkávají s Otakarem Losnou, který se díky nim kdysi málem stal Velkým Vontem. Losna k nim stále cítí vděk a přátelství, a mimo jiné jim sdělí, že záhadným vedoucím spolku Uctívačů ginga je samotný Štěpán Mažňák, jeho tehdejší soupeř, který jediný kromě Rychlých šípů má jakousi představu o tajemství ježka v kleci. Losna jim dále řekne, že sám už neusiluje o titul Velkého Vonta, ale snaží se k němu pomoci svému slepému kamarádu Vláďovi Dratušovi ze sdružení Žlutý květ. Rychlé šípy se pak připletou k dalšímu vontskému honu na Široka, a když se ten při jednom hazardním skoku zraní, pomohou mu a ošetří ho. Široko je vděčný a za odměnu jim odkryje svou identitu – jde o někdejšího Velkého Vonta, který se snaží ve Stínadlech najít vhodného adepta, jemuž by mohl ježka předat. Nyní se rozhodne dát ho Rychlým šípům pro jejich přátele ve Žlutém květu.
Rychlé šípy konečně ve své klubovně ježka vyndají z klece a rozšroubují. Ke svému zklamání však zjistí, že ježek byl ve stoce prožrán rzí a voda jeho obsah zničila. Poté konečně dají hlavolam do rukou Vláďovi Dratušovi, který díky této symbolice i svému charismatu ve volbách zvítězí a stane se Velkým Vontem. Ve Stínadlech znovu zavládne mír a pořádek.

## Vznik a vydávání
Po skončení druhé světové války se Jaroslav Foglar stal na jaře 1946 redaktorem Vpřed, který začal publikovat i nové díly komiksu o Rychlých šípech. Velký zájem čtenářů o nové příběhy Rychlých šípů přivedl Foglara k myšlence napsání druhého románu o tomto chlapeckém klubu a jeho dobrodružství v tajemných Stínadlech. Dějově plynule navázal na závěr prvního románu Záhada hlavolamu, který byl poprvé zveřejněn v letech 1940–1941. Nový příběh nazvaný Stínadla se bouří s ilustracemi Jana Fischera vycházel od října 1946 do dubna 1947 jako vkládaná románová příloha Vpředu. Jednalo se o poslední román Jaroslava Foglara napsaný a zveřejněný před komunistickým pučem roku 1948, po němž nemohl dalších 17 let publikovat. Knižní podoba Stínadel byla plánovaná ještě během roku 1947, ovšem k níž už nedošlo (v roce 2012 vyšlo limitované bibliofilské vydání v podobě, v jaké měl román roku 1947 vyjít). Roku 1950, již v době, kdy Foglarovy knihy vycházet nemohly, byly neprodané vkládané přílohy ze Vpředu svázány a prodávány v redakci nástupnického časopisu Vpřed, pionýři. Prvního řádného knižního vydání se román dočkal až v červenci 1970 v nakladatelství Olympia, tedy po skončení prvního zákazu vydávání Foglarových děl.

### Knižní česká vydání
Přehled knižních vydání v češtině:
- 1950 – dovazba vkládaných příloh ze Vpředu, nakladatelství Mladá fronta, ilustrace Jan Fischer
- 1970 – 1. vydání, nakladatelství Olympia, ilustrace Bohumil Konečný a Gustav Krum, obálka Bohumil Konečný
- 1970 – 2. vydání, nakladatelství Puls, ilustrace Jan Fischer
- 1985 – zahraniční vydání v češtině, nakladatelství Obrys/Kontur v Mnichově, ilustrace Jan Fischer
- 1992 – 3. vydání, nakladatelství Olympia, ilustrace Jan Fischer, obálka Ervín Urban, ISBN 80-7033-162-3 (edice Sebrané spisy, sv. 7)
- 1994 – dotisk 3. vydání, nakladatelství Olympia, ilustrace Jan Fischer, obálka Ervín Urban, ISBN 80-7033-162-3 (edice Sebrané spisy, sv. 7)
- 1995 – 4. vydání, nakladatelství Olympia, ilustrace Jan Fischer, obálka Ervín Urban, ISBN 80-7033-372-3 (edice Sebrané spisy, sv. 7)
- 1999 – 5. vydání, nakladatelství Olympia, ilustrace Jan Fischer, obálka Ervín Urban, ISBN 80-7033-604-8 (edice Sebrané spisy, sv. 7)
- 2001 – dotisk 5. vydání, nakladatelství Olympia, ilustrace Jan Fischer, obálka Ervín Urban, ISBN 80-7033-604-8 (edice Sebrané spisy, sv. 7)
- 2005 – 6. vydání, nakladatelství Olympia, ilustrace Jan Fischer, obálka Ervín Urban, ISBN 80-7033-869-5 (edice Sebrané spisy, sv. 7)
- 2008 – dotisk 6. vydání, nakladatelství Olympia, ilustrace Jan Fischer, obálka Ervín Urban, ISBN 978-80-7033-869-8 (edice Sebrané spisy, sv. 7)
- 2012 – nakladatelství Ostrov, ilustrace Jan Fischer, ISBN 978-80-86289-76-2 (sběratelské vydání)
- 2020 – 7. vydání, nakladatelství Albatros, ilustrace Jiří Grus, příloha: Obrázky ze Stínadel, ISBN 978-80-00-05852-8 (řada Foglarovky)
- 2022 – 9. vydání, nakladatelství Albatros, ilustrace Jan Fischer, ISBN 978-80-00-06719-3 (sběratelské vydání, podle původního časopiseckého vydání)

Vydání z roku 1992 (včetně dotisku z roku 1994) je v tiráži označeno jako 4., neboť je započítáno i vydání v souboru Dobrodružství v temných uličkách. Jako 8. vydání nebyla označena žádná edice.

### Další vydání
Další česká vydání:
- 1946–1947 – na pokračování jako vkládaná příloha v časopisu Vpřed (č. 1–28)
- 1967–1968 – na pokračování jako vkládaná příloha v časopisu Ostravský kulturní zpravodaj (č. 10/1967–10/1968)
- 1990 – v souboru Dobrodružství v temných uličkách, 1. souborné vydání, nakladatelství Olympia, ilustrace Marko Čermák
- 1991 – v souboru Dobrodružství v temných uličkách, 2. souborné vydání, nakladatelství Olympia, ilustrace Marko Čermák, ISBN 80-7033-147-X
- 2005 – v souboru Rychlé šípy ve Stínadlech, 3. souborné vydání, nakladatelství Olympia, ilustrace Milan Teslevič, ISBN 80-7033-894-6
- 2015 – v souboru Rychlé šípy ve Stínadlech, 4. souborné vydání, nakladatelství Olympia, ilustrace Milan Teslevič, ISBN 978-80-7376-406-7

## Adaptace
Ostravský rozhlas vysílal na přelomu let 1966 a 1967 soutěžní hru Stínadla se bouří. Ve druhé polovině 90. let 20. století byla Stínadla čtena na pokračování v pořadu Rádio na polštář na stanici Český rozhlas 2 – Praha. Vyprávěl Alfred Strejček za kytarového doprovodu Štěpána Raka. Dramatizaci románu vydal na CD v roce 2009 Supraphon (autorem hudby je Jaromír Klempíř, příběh vypráví Ladislav Mrkvička). Roku 2020 vyšla v nakladatelství Albatros audiokniha, román čte David Matásek.
V letech 1969–1970 byl premiérově vysílán televizní seriál Záhada hlavolamu režiséra Hynka Bočana, jehož scénář vznikl kombinací motivů z románů Záhada hlavolamu a Stínadla se bouří a v malé míře i z komiksů o Rychlých šípech.
Komiksové zpracování Stínadel vyšlo v roce 1970 v nakladatelství Novinář, podle scénáře Vladimíra Pechara ho nakreslil Marko Čermák. Roku 1990 vyšlo poprvé v souborném vydání formátu A4 společně s komiksovou adaptací románu Záhada hlavolamu rovněž v Novináři. Nakladatelství Olympia poprvé vydalo barevnou verzi komiksu roku 1999 v souborné knize Svorní gambusíni a jiné příběhy.

## Pokračování
Román Stínadla se bouří je druhým dílem Stínadelské trilogie Rychlých šípů. V 70. letech 20. století napsal Foglar navazující román Tajemství Velkého Vonta, který poprvé vyšel roku 1986.